# Iulius

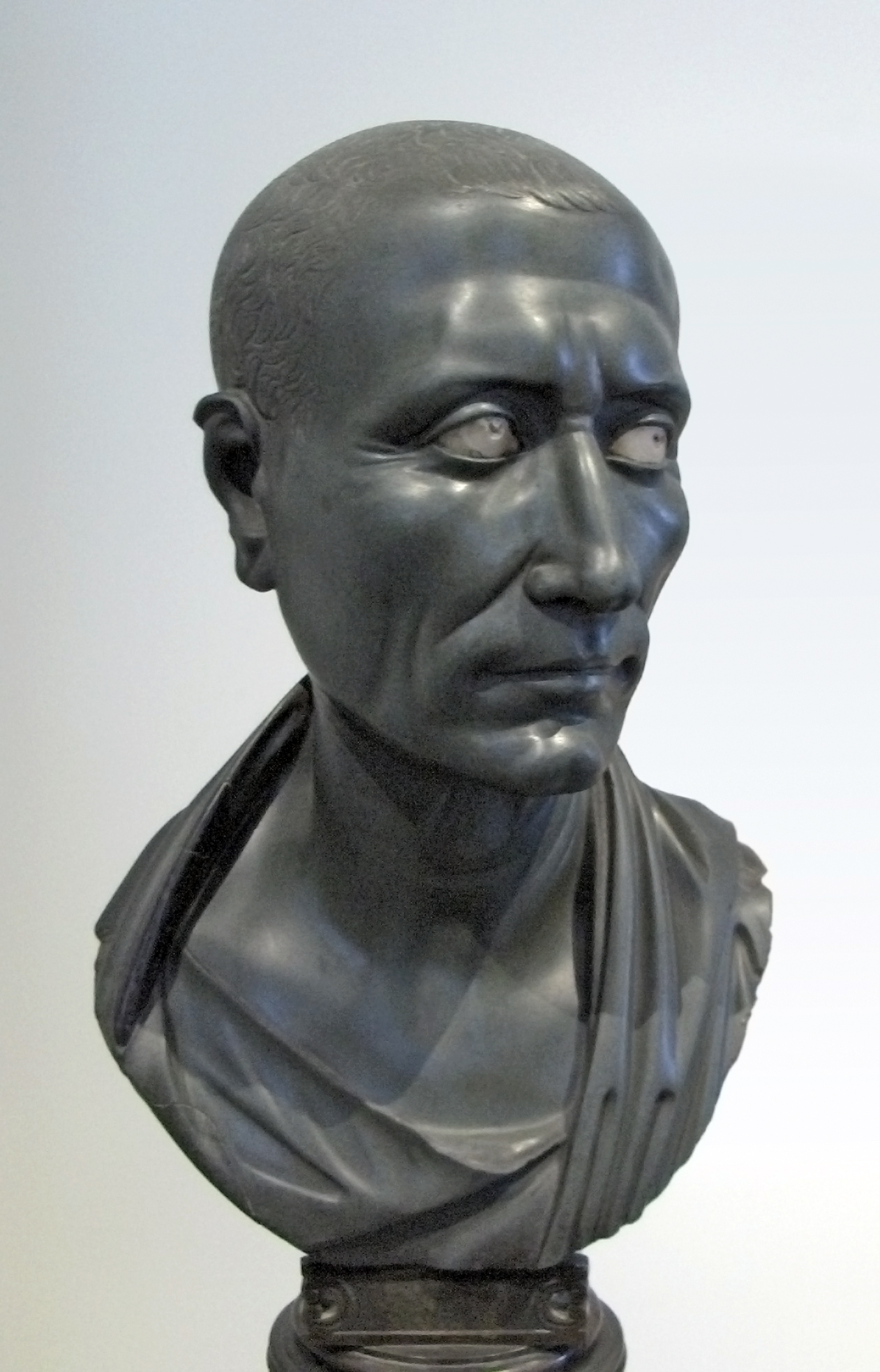
Gaius Iulius Caesar

Der Iulius ist der siebte Monat des julianischen Kalenders und Vorläufer des heutigen Monats Juli. Er ist nach dem römischen Staatsmann Gaius Iulius Caesar benannt, auf den die Kalenderreform des Jahres 46 v. Chr. zurückgeht.
Vorläufer des Iulius im julianischen Kalender war der Quintilis im römischen Kalender, der wiederum dem etruskischen Monat Traneus entspricht. Quintilis und Iulius hatten beide 31 Tage. Allerdings begann der römische Kalender anfangs mit dem Martius (März), weshalb der Quintilis damals der fünfte Monat war (lateinisch quintus: „der fünfte“). Erst 153 v. Chr. wurde der Jahresbeginn um zwei Monate vorverlegt und Quintilis wurde der siebte Monat, wodurch die Beziehung zwischen Namen und Zählung entfiel. Im Jahre 44 v. Chr. kam es durch die vom Konsul Marcus Antonius eingebrachte Lex Antonia de mense Quintili („über den Monat Quintilis“) zur Umbenennung in Iulius.

## Tage des Iulius
| Juli | Iulius                       | Iulius (Langform)                                   |
| ---- | ---------------------------- | --------------------------------------------------- |
| 1    | Kalendae (Kalenden)          | Kalendis Iuliis                                     |
| 2    | VI a. d. Nonas               | ante diem VI (sextum) Nonas Iulias                  |
| 3    | V a. d. Nonas                | ante diem V (quintum) Nonas Iulias                  |
| 4    | IV a. d. Nonas               | ante diem IV (quartum) Nonas Iulias                 |
| 5    | III a. d. Nonas              | ante diem III (tertium) Nonas Iulias                |
| 6    | Pridie Nonas                 | pridie Nonas Iulias                                 |
| 7    | Nonae (Nonen)                | Nonis Iuliis                                        |
| 8    | VIII a. d. Idus              | ante diem VIII (octavum) Idus Iulias                |
| 9    | VII a. d. Idus               | ante diem VII (septimum) Idus Iulias                |
| 10   | VI a. d. Idus                | ante diem VI (sextum) Idus Iulias                   |
| 11   | V a. d. Idus                 | ante diem V (quintum) Idus Iulias                   |
| 12   | IV a. d. Idus                | ante diem IV (quartum) Idus Iulias                  |
| 13   | III a. d. Idus               | ante diem III (tertium) Idus Iulias                 |
| 14   | Pridie Idus                  | pridie Idus Iulias                                  |
| 15   | Idus (Iden)                  | Idibus Iuliis                                       |
| 16   | XVII a. d. Kalendas Augustas | ante diem XVII (septimum decimum) Kalendas Augustas |
| 17   | XVI a. d. Kalendas Augustas  | ante diem XVI (sextum decimum) Kalendas Augustas    |
| 18   | XV a. d. Kalendas Augustas   | ante diem XV (quintum decimum) Kalendas Augustas    |
| 19   | XIV a. d. Kalendas Augustas  | ante diem XIV (quartum decimum) Kalendas Augustas   |
| 20   | XIII a. d. Kalendas Augustas | ante diem XIII (tertium decimum) Kalendas Augustas  |
| 21   | XII a. d. Kalendas Augustas  | ante diem XII (duodecimum) Kalendas Augustas        |
| 22   | XI a. d. Kalendas Augustas   | ante diem XI (undecimum) Kalendas Augustas          |
| 23   | X a. d. Kalendas Augustas    | ante diem X (decimum) Kalendas Augustas             |
| 24   | IX a. d. Kalendas Augustas   | ante diem IX (nonum) Kalendas Augustas              |
| 25   | VIII a. d. Kalendas Augustas | ante diem VIII (octavum) Kalendas Augustas          |
| 26   | VII a. d. Kalendas Augustas  | ante diem VII (septimum) Kalendas Augustas          |
| 27   | VI a. d. Kalendas Augustas   | ante diem VI (sextum) Kalendas Augustas             |
| 28   | V a. d. Kalendas Augustas    | ante diem V (quintum) Kalendas Augustas             |
| 29   | IV a. d. Kalendas Augustas   | ante diem IV (quartum) Kalendas Augustas            |
| 30   | III a. d. Kalendas Augustas  | ante diem III (tertium) Kalendas Augustas           |
| 31   | Pridie Kalendas Augustas     | pridie Kalendas Augustas                            |